# 도미야마정
도미야마정(富山町)은 지바현 아와군에 존재했던 정이다. 
2006년 3월 20일에 도미우라정, 미요시촌, 마루야마정, 와다정, 지쿠라정, 시라하마정과 합병해 미나미보소시가 되었기 때문에 소멸했다.

## 지리
보소 반도 남부에 위치한다.  마을의 거의 중심에 《남총리견팔견전》의 무대이자 마을 이름의 유래이기도 한 도미야마(349.5m)가 우뚝 솟아, 서쪽은 도쿄 만에 면한다. 도미야마에서 동쪽은 보소 구릉이 이어지고 있다
또, 치바현 내 제일을 자랑한 와규의 생산이나 낙농 등 목축도 활발하다.

## 역사
- 1955년 2월 11일 - 이와이정, 헤구리촌이 합병해 신설하였다.
- 2006년 3월 20일 - 도미우라정, 미요시촌, 마루야마정, 와다정, 지쿠라정, 시라하마정과 합병해 미나미보소시가 신설돼. 당일 도미우라정은 폐지되었다.

## 교통

### 도로
- 국도 제127호선

### 철도
- 동일본 여객철도
  - 우치보 선